# アントレース
『アントレース』は、原作：かっぴー、漫画：春瀬隼による日本の漫画。『ジャンプスクエア』（集英社）にて2018年5月号から2019年3月号まで連載された。

## 登場キャラクター
手代木 ユウナ（てしろぎ ユウナ）

窪塚 アキラ（くぼづか アキラ）

### 岸服装学園
宮部 健人（みやべ たけと）

馬場 美佳（ばば みか）

岸 アンナ（きし アンナ）

### その他の人物
窪塚 嵐（くぼづか あらし）

## 書誌情報
- かっぴー（原作）・春瀬隼（漫画） 『アントレース』 集英社〈ジャンプ・コミックス〉、全3巻
  1. 2018年7月9日発行（7月4日発売[2]）、ISBN 978-4-08-881518-3
  2. 2018年11月7日発行（11月2日発売[3]）、ISBN 978-4-08-881630-2
  3. 2019年3月9日発行（3月4日発売[4]）、ISBN 978-4-08-881764-4

## 前身
ジャンプSQ.CROWN
本作のプロトタイプ。『ジャンプSQ.CROWN』2017 SUMMERに掲載。